# Yefri Pérez
Yefri Pérez Martínez  (Baní, Peravia, 24 de febrero de 1991) es un jardinero dominicano de béisbol profesional. Ha jugado en las Grandes Ligas (MLB) con los Miami Marlins. En la liga dominicana pertenece a las Águilas Cibaeñas.

## Carrera profesional

### Miami Marlins
El 13 de diciembre de 2008, Pérez firmó con la organización Miami Marlins como internacional como agente libre internacional. Hizo su debut profesional con los Marlins de la Liga Dominicana de Verano en el 2009, bateando (.236) en 59 juegos.
En 2010, Pérez jugó para los GCL Marlins de nivel novato , bateando (.290 / .333 / .312) en 30 juegos. En 2011, Pérez dividió el año entre los GCL Marlins y los Low-A Jamestown Jammers, acumulando una línea de corte de (.241 / .266 / .323) sin jonrones y 18 carreras impulsadas. La temporada siguiente, Pérez regresó a Jamestown y bateó (.280 / .325 / .357) con 1 jonrón y 16 carreras impulsadas. Pérez dividió la temporada 2013 entre los Low-A Batavia Muckdogs, los Single-A Greensboro Grasshoppers y los High-A Jupiter Hammerheads, cortando (.229 / .268 / .340) con 3 jonrones y 18 carreras impulsadas en 48 juegos entre los tres equipos. En 118 juegos para Greensboro en 2014, Pérez bateó (.287 / .335 / .335) con 1 jonrón y 29 carreras impulsadas. En 2015, Pérez pasó la temporada en Júpiter, registrando una línea de (.240 / .286 / .269) con 1 jonrón y 22 carreras impulsadas en 135 juegos. Comenzó la temporada 2016 con los Jacksonville Suns Double-A.
Pérez fue seleccionado para la lista de 40 hombres y convocado a las Grandes Ligas por primera vez el 3 de julio de 2016, como su jugador número 26 para el Juego de Fort Bragg, pero fue enviado a las menores al día siguiente sin aparecer en un juego. Fue convocado por segunda vez el 15 de julio, e hizo su debut dos días después como corredor emergente de Cole Gillespie, robando una base y anotando contra los St. Louis Cardinals. Pérez terminó su temporada de novato 2 de 3 con 4 bases robadas en 12 apariciones en Grandes Ligas con Miami. Fue asignado a Jacksonville para comenzar la temporada 2017. Pérez fue designado para asignación el 12 de mayo de 2017, para crear espacio en la lista para Mike Avilés. El 15 de mayo, Pérez fue enviado directamente a Doble-A, y bateó (.169) en 76 juegos con el equipo. El 6 de noviembre eligió la agencia libre.

### St. Louis Cardinals
El 9 de marzo de 2018, Pérez firmó un contrato de ligas menores con los St. Louis Cardinals. Fue puesto en libertad por la organización Cardinals el 28 de marzo.

### Acereros de Monclova
El 18 de abril de 2018 Pérez firmó con los Acereros de Monclova de la Liga Mexicana. En 50 juegos con Monclova, Pérez conectó 4 jonrones con 26 carreras impulsadas y 16 bases robadas. Se convirtió en agente libre después de la temporada 2018.

### Pericos de Puebla
El 12 de julio de 2019 Pérez firmó con los Pericos de Puebla de la Liga Mexicana. Fue liberado el 27 de julio, luego de batear (.298 / .393 / .511) en 12 juegos con el equipo.

### High Point Rockers
El 29 de agosto de 2019, Pérez firmó con los High Point Rockers de la Liga Atlántica de Béisbol Profesional. Pérez no apareció en un juego para el equipo y se convirtió en agente libre después de la temporada..